# カーボ・ローディング
カーボ・ローディング（Carbohydrate Loading）とは、スポーツなどの場面で、運動エネルギーとなるグリコーゲンを通常より多く体に貯蔵するための運動量の調節および栄養摂取法である。グリコーゲン・ローディングとも呼ばれる。

## 目的
カーボ・ローディングは、持久力を必要とするスポーツなどの場面で用いられるほか、結腸の手術を行う患者への体調管理にも利用される。
人間が体に蓄えられるエネルギーの代表として脂肪があるが、脂肪はたくさんの貯蔵が出来る利点がある反面、即効的な利用に乏しく、多くのスポーツではエネルギー源として期待しにくい。それに対し、グリコーゲンはエネルギーとしての分解が容易で即効性があり、スポーツにおいて大変有効なエネルギーであるが、貯蔵できるのは主に肝臓と骨格筋などに僅かである。
カーボ・ローディングはグリコーゲンを最大限、体に貯蔵して高い運動能力を得る事を目的に行われる。

## 効果
通常よりグリコーゲンを多く保持するため、運動に必要なエネルギーの枯渇を起こしにくく、運動出来る回数や連続して運動し続ける時間を増大させる事が出来る。とりわけマラソンや自転車ロードレース、スキーのクロスカントリーなどの高い持久運動を継続するスポーツでは、エネルギーを大量に消費するため、グリコーゲンの貯蔵量は成績に大きな影響を及ぼす。
例えばマラソンなどで、大会の数日前からトレーニングの強度を落とし、休息日も設けるなどして十分に体力を回復させると大会で疲れが出にくくなり、日頃とは比べ物にならないほど好成績となる場合がある。これは休息によって、日頃のトレーニングで痛んだ筋繊維が修復されるとともに、体内で枯渇気味になっていたグリコーゲンが十分に蓄積されるため、身体が本来の能力を発揮出来るようになるからである。大会前における体内のエネルギー調節を「カーボ調整」ともいう。
体内での蓄積量以上にグリコーゲンを消費し枯渇した場合には、通常、1日程度では十分に回復が出来ない。グリコーゲンが十分回復するまでには数日間（3日程度）かかるのでこの間は著しいパワー・持久力の不足に陥る。体内グリコーゲンの消費と貯蔵といったエネルギー収支についての管理をせず、大会直前まで通常のトレーニングを行ったり、休息期間を設けないなどの誤った調整を行うと、試合時のパフォーマンスを低下させることになる。なお、カーボ・ローディングはスポーツ試合時の対応のみでなく、疲労回復や身体能力の維持・向上などといった日常生活における身体コンデションの管理法としても有効な概念である。

## 方法

### 古典的方法
古典的な例としては、体にあるグリコーゲンを一度枯渇させ、それによってグリコーゲンを早急に回復・貯蔵する反応（リバウンド）を利用して大量の炭水化物を摂取し、効率よくグリコーゲンを貯め込む方法である。
大会（試合）など運動能力を最大限に発揮したい日の約1週間前から4日程度前まで、ごはんや麺類、パンなどの炭水化物の摂取を制限する。代わりにステーキやフライドチキンなど、タンパク質と脂質によって必要エネルギーを確保しながら、無理の無い程度に運動を行い、一旦、体のグリコーゲンを消費し枯渇させる。そして、3日前からは逆に控えていた炭水化物（スパゲッティ、うどんなど）を大量に摂取し、運動を控えつつ最大限にエネルギーを貯め込む。
ただし、この方法は、疲労が残ったり、3日前からの高炭水化物の摂取期において体調を崩した場合（特に消化器官の不調など）にはグリコーゲンの蓄積が目的通り出来なくなる等のリスクもある。
| 大会（試合）日を基準とした時期 | 運動量               | 食事                     | 備考                                 |
| ------------------------------ | -------------------- | ------------------------ | ------------------------------------ |
| 約1週間前〜4日前               | 増やす（または通常） | 高タンパク質・低炭水化物 | 体内グリコーゲンを枯渇させる         |
| 3日前                          | 減らす               | 高炭水化物               | リバウンド効果によりグリコーゲン蓄積 |
| 2日前〜前日                    | 減らす・休む         | 高炭水化物               | リバウンド効果によりグリコーゲン蓄積 |

### 現在の方法
現在では炭水化物の制限を行わず、大会（試合）の約1週間前から運動量を減らしてグリコーゲンの消費を抑えつつ、3日前から大量の炭水化物を摂取して、グリコーゲンを体内に蓄える方法が推奨されている。こちらの方が体に掛かる負担が少なく、調整リスクも少ない。この方法は西オーストラリア大学の科学者が開発した方法であり、古典的方法と比べても90%近くのグリコーゲンを蓄積できる。
| 大会（試合）日を基準とした時期 | 運動量       | 食事           | 備考                   |
| ------------------------------ | ------------ | -------------- | ---------------------- |
| 約1週間前〜4日前               | 減らす       | 通常（混合食） | 体内グリコーゲンを維持 |
| 3日前                          | 減らす       | 高炭水化物     | 体内グリコーゲンを蓄積 |
| 2日前〜前日                    | 減らす・休む | 高炭水化物     | 体内グリコーゲンを蓄積 |

単に大会（試合）前に炭水化物を多めに摂るだけでも1.1〜1.2倍程度のグリコーゲン貯蔵量増大は見込めるとされるが、カーボローディングを行うことによって、筋肉、肝臓中のグリコーゲン量をおよそ2〜3倍に増加させることが可能である。いずれにせよ、大会前数日間は運動量を減らすか、休まなければ効果は見込めない。

## 一時的に血糖値を下げる方法
試合の2時間前までに有酸素運動を行うことで血中のインスリン濃度が上昇し、血清中のグルコース濃度が著しく下がる。これによって60分以上続く試合などで高いパフォーマンスを発揮できる。これは一時的な反作用的低血糖の状態になることで起こることが知られており、好成績を残しているアスリートの多くが行っている。ただしこの方法では一時的な低血糖（英語版）からくるインスリン反応によってしばらくの間パフォーマンスが低下する。

## 食事内容
カーボ・ローディング期間中の食事の内容は摂取したカロリーと同様に重要である。食事は2つの単糖、グルコースとフルクトースを中心に構成される。フルクトースは肝臓で代謝されてグリコーゲンになるが、カーボ・ローディングの目的である筋肉中へのグリコーゲンの貯蓄には効果がない。結果、フルクトースを多く含むお菓子や果物などは期間中に食べる最適な食物とはいえない。古典的カーボ・ローディングではグルコースの多量体であるデンプンを主栄養とするパスタが主な食事になる。他のグルコースを豊富に含む食べ物にはご飯、パン、ジャガイモなどがある。